# Paris-Roubaix 2022
Paris-Roubaix 2022 a fost ediția a 119-a cursei clasice de ciclism Paris-Roubaix, cursă de o zi. S-a desfășurat pe data de 17 aprilie 2022. Cursa face parte din calendarul UCI World Tour 2022. Cursa a fost câștigată de ciclistul neerlandez Dylan van Baarle.

## Echipe participante
Întrucât Paris–Roubaix este un eveniment din cadrul UCI World Tour 2022, toate cele 18 echipe UCI au fost invitate automat și obligate să aibă o echipă în cursă. Șase echipe profesioniste continentale au primit wildcard.

### Echipe UCI World
| - AG2R Citroën Team - Astana Qazaqstan Team - Bora–Hansgrohe - Cofidis - EF Education–EasyPost - Groupama–FDJ - Ineos Grenadiers - Intermarché–Wanty–Gobert Matériaux - Israel–Premier Tech | - Lotto Soudal - Movistar Team - Quick-Step Alpha Vinyl Team - Team Bahrain Victorious - Team BikeExchange - Team DSM - Team Jumbo–Visma - Trek-Segafredo - UAE Team Emirates |  |

### Echipe continentale profesioniste UCI
| - Alpecin-Fenix - Arkéa-Samsic - B&B Hotels p/b KTM - Bingoal-WB | - Sport Vlaanderen-Baloise - Total Direct Énergie - Uno-X Pro Cycling Team |  |

## Rezultate
| Loc | Concurent            | Echipă                             | Timp      |
| --- | -------------------- | ---------------------------------- | --------- |
| 1   | Dylan van Baarle     | Ineos Grenadiers                   | 5h 37'01" |
| 2   | Wout van Aert        | Team Jumbo–Visma                   | +1'47"    |
| 3   | Stefan Küng          | Groupama–FDJ                       | +1'47"    |
| 4   | Tom Devriendt        | Intermarché–Wanty–Gobert Matériaux | +1'47"    |
| 5   | Matej Mohorič        | Team Bahrain Victorious            | +1'47"    |
| 6   | Adrien Petit         | Intermarché–Wanty–Gobert Matériaux | +2'27"    |
| 7   | Jasper Stuyven       | Trek–Segafredo                     | +2'27"    |
| 8   | Laurent Pichon       | Arkéa–Samsic                       | +2'27"    |
| 9   | Mathieu van der Poel | Alpecin-Fenix                      | +2'34"    |
| 10  | Yves Lampaert        | Quick-Step Alpha Vinyl Team        | +2'59"    |

## Legături externe
- Site web oficial